# Aleksandr Dutow
Aleksandr Iljicz Dutow (ros. Александр Ильич Дутов, ur. 6 sierpnia?/18 sierpnia 1879 w Kazalinsku, zm. 7 marca 1921 w Suiding w Chinach) – generał, ataman kozacki.

## Życiorys
Ukończył z wyróżnieniem Nikołajewską Szkołę Kawalerii oraz w 1908 Nikołajewską Akademię Sztabu Generalnego. Uczestniczył w wojnie rosyjsko-japońskiej 1904–1905. W czasie I wojny światowej dowodził 1 pułkiem Kozaków Orenburskich, wchodzącym  w skład 3 Korpusu Kawaleryjskiego 9 Armii Frontu Południowo Zachodniego Walczył w Galicji, na Bukowinie i Wołyniu.
W listopadzie 1917 opuścił rozpadający się front i udał się na Ural. Tam zadeklarował wierność wobec Rządu Tymczasowego i odmówił podporządkowania się rozkazom miejscowych komunistów. Wkrótce został obwołany atamanem wszystkich Kozaków Orenburskich i dokonał 14 listopada antybolszewickiej rewolty w okręgu. W krótkim czasie opanował cały południowy Ural z szeregiem miast. Sytuacja stała się teraz nadzwyczaj niebezpieczna dla bolszewików, gdyż zostali oni odcięci od zajmowanej przez nich właśnie Syberii. Chcąc jak najszybciej opanować sytuację w regionie 4 stycznia 1918 Czerwona Gwardia dowodzona przez Wasilija Blüchera a także Piotra Koboziewa, uderzyła potężnymi siłami na gubernię orenburską. Po dwóch tygodniach zaciętych walk Dutow z resztkami Kozaków wycofał się do Wierchnieuralska, ale wkrótce i stamtąd musiał uciekać do Turkiestanu, gdzie związał się z rosnącym w siłę kazachskim Ałasz Orda.
W czerwcu 1918 powrócił na Ural na czele niewielkiego oddziału i przy wsparciu Korpusu Czechosłowackiego wprowadził swoje rządy w guberni orenburskiej. Po zamachu stanu admirała Aleksandra Kołczaka na Syberii w grudniu 1918 armia Dutowa pozostała nadal od niego niezależna. W latach 1918–1920 Kozacy Orenburscy walczyli u boku Armii Syberyjskiej Kołczaka na pierwszej linii frontu, biorąc udział m.in. w wielkiej ofensywie wiosennej w marcu-kwietniu 1919. 
Dutow jednak nie wykorzystał w pełni możliwości swoich żołnierzy i obniżył znacznie ich wartość bojową, ponieważ ponieśli bardzo duże straty podczas bezsensownych szarż na poszczególne miasta. W połowie 1920 po zniszczeniu przez bolszewików jego armii przedostał się przez Zabajkale do Chin. W 1921 został zamordowany przez sowieckiego agenta Machmuda Chadżamirowa podczas przygotowań do uderzenia na czele doborowego konnego oddziału, na opanowane przez bolszewików Zabajkale.
Odznaczony Orderem Świętej Anny II i III klasy i Orderem Świętego Stanisława III klasy.